# Fisker Pear
La Fisker Pear (abréviation de Personal Electric Automotive Revolution) est un crossover compact électrique du constructeur automobile américain Fisker Inc dont la production devait débuter à partir de juillet 2025.
Le 17 juin 2024, le constructeur est déclaré officiellement en faillite après avoir déposé le bilan auprès de l'État du Delaware.

## Présentation
En février 2022, Fisker Inc. ouvre les précommandes pour son futur crossover électrique nommé Pear. Celui-ci est issu d'un partenariat entre Fisker et l'entreprise taïwanaise Foxconn. Le constructeur automobile Fisker décrit la Pear comme un "véhicule électrique urbain agile" ; elle pourra accueillir 5 personnes avec une longueur d'environ 4,50 m.

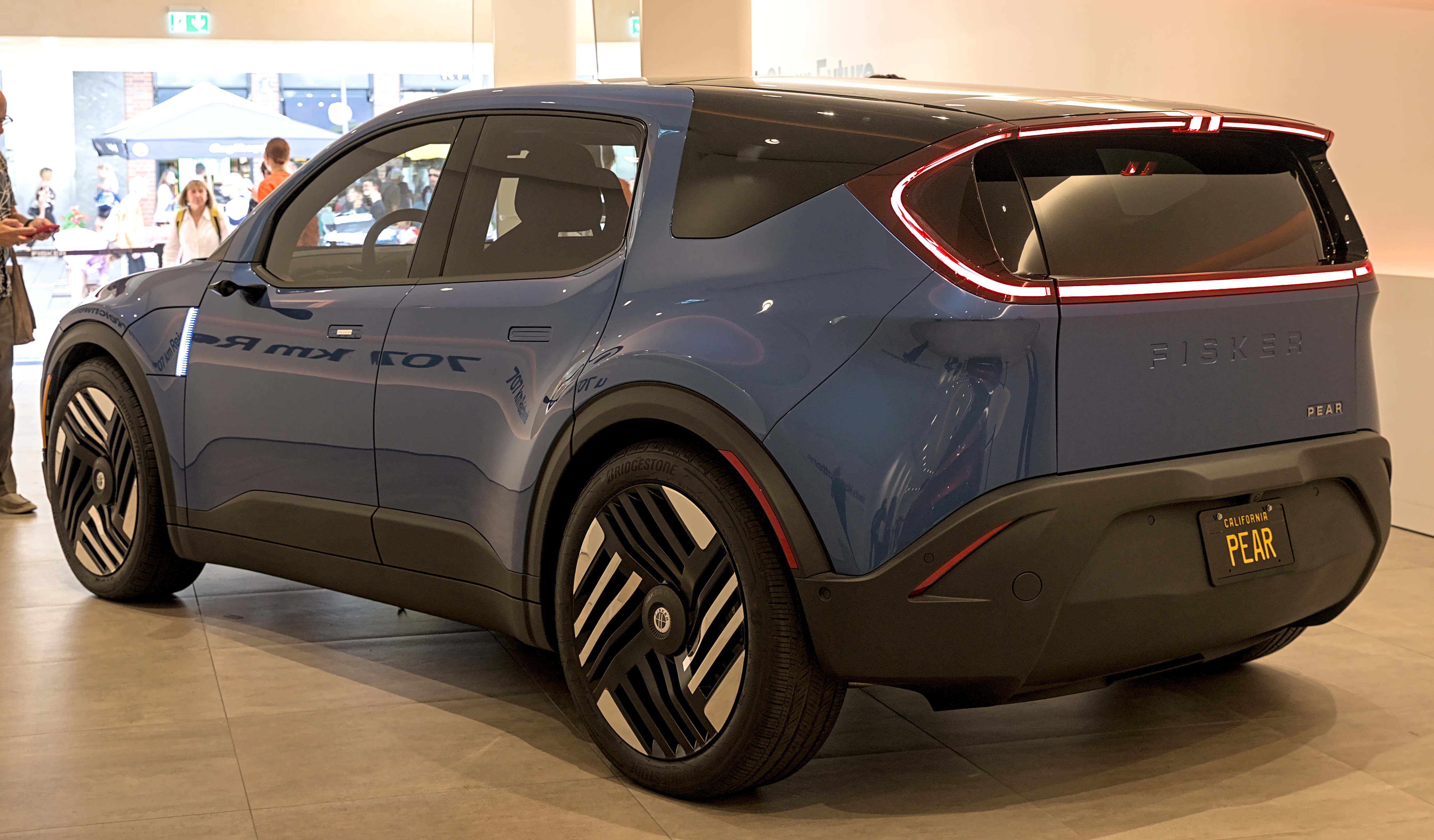
Vue de l'arrière

La Pear est produite dans l'Ohio, dans une usine d'une capacité de production de 250 000 unités par an. Selon Fisker Inc., son crossover électrique sera notamment fabriqué à l'aide de matériaux et de composants recyclés ; l'usine de production, quant à elle, ne devrait fonctionner qu'aux énergies renouvelables.
Dès mai 2022, Fisker Inc. publie des teasers pour progressivement révéler le design extérieur de la Pear. Cette dernière utilise des éléments esthétiques inspirés de l'Ocean, notamment sur la face avant.
Ce modèle qui vient s'ajouter au SUV Ocean dans la gamme Fisker en Europe, à partir de 2024. Le prix du crossover à son lancement est annoncé à 29 900 dollars aux États-Unis.
La Pear est présentée, dans une version proche de la série, en marge du salon de l'automobile de Munich 2023, au Fisker Lounge de Munich.

## Caractéristiques techniques
La Pear repose sur la plateforme technique SLV1 (Simple Light Volume) du constructeur.
Le SUV est doté d'une lunette arrière ouvrante, qui peut coulisser dans le hayon. Celui-ci offre la particularité de s’ouvrir en glissant électriquement derrière le bouclier arrière. Ce système est dénommé « Houdini », en référence au célèbre magicien Harry Houdini. Un second coffre est disposé sous le capot avant accessible comme un tiroir, prenant le nom de « PearFroot ».
La Pear peut recevoir une banquette 2 places à l'avant en lieu et place du siège passager et de la console centrale. La Pear dispose ainsi de 6 places assises.